# Saison 13 d'Urgences
Chronologie
Saison 12 Saison 14
Cet article présente le guide des épisodes de la treizième saison de la série télévisée Urgences (E.R.).
À noter, dans un but de clarification des personnages : il existe différents « grades » concernant les employés d'un hôpital, pour plus de précision consultez la section grades de l'article principal Urgences.

## Distribution

### Acteurs principaux
- Laura Innes (VF : Valérie de Vulpian) : Dr Kerry Weaver, urgentiste titulaire, chef du personnel de l'hôpital (jusque l'épisode 2), reporter médical, (quitte la série lors de l'épisode 13)
- Goran Višnjić (VF : Stéphane Ronchewski) : Dr Luka Kovac, urgentiste titulaire, chef des urgences (jusque l'épisode 21)
- Maura Tierney (VF : Laura Blanc) : Dr Abby Lockhart, urgentiste résidente de 3e année
- Mekhi Phifer (VF : Didier Cherbuy) : Dr Gregory Pratt, urgentiste titulaire
- Parminder Nagra (VF : Vanina Pradier) : Dr Neela Rasgotra, interne de 1e année en chirurgie
- Linda Cardellini (VF : Julie Turin) : Samantha « Sam » Taggart, infirmière
- Shane West (VF : Stéphane Miquel) : Dr Ray Barnett, urgentiste résident de 3e année (quitte la série lors de l'épisode 23)
- Scott Grimes (VF : Donald Reignoux) : Dr Archibald « Archie » Morris, urgentiste titulaire
- John Stamos (VF : Olivier Destrez) : Dr Tony Gates, interne de 1e année aux urgences

### Acteurs récurrents

#### Membres du personnel de l'hôpital
- Leland Orser (VF : Charles Borg) : Dr Lucien Dubenko, titulaire en chirurgie traumatologique, chef de la chirurgie
- John Aylward (VF : Michel Bedetti) : Dr Donald « Don » Anspaugh, titulaire en chirurgie générale, membre du conseil de l'hôpital
- Stanley Tucci : Dr Kevin Moretti, urgentiste titulaire, chef des urgences (épisode 22)
- Amy Aquino (VF : Denise Roland) : Dr Janet Coburn, gynécologue-obstétricienne titulaire
- Maury Sterling : Dr Nelson, psychiatre titulaire
- Gina Ravera : Dr Bettina DeJesus, radiologue
- Perry Anzilotti (en) : Perry, anesthésiste
- J. P. Manoux : Dr Dustin Crenshaw, résident en chirurgie de 6e année, chef des internes du service de chirurgie
- Sara Gilbert : Dr Jane Figler, urgentiste résidente de 2e année
- Busy Philipps (VF : Edwige Lemoine) : Dr Hope Bobeck, interne aux urgences
- Marc Jablon : Dr Larry Western, interne aux urgences
- Julia Ling : Mae Lee Park, externe (1re année)
- Malaya Rivera Drew : Katey Alvaro, externe (1re année)
- Deezer D (en) (VF : Martin Brieuc) : Malik McGrath, infirmier
- Yvette Freeman (VF : Maïté Monceau) : Haleh Adams, infirmière (dénommée Shirley Adams dans la version française)
- Lily Mariye (en) (VF : Catherine Artigala) : Lily Jarvik, infirmière
- Laura Cerón (VF : Colette Nucci) : Ethel « Chuny » Marquez, infirmière
- Kyle Richards : Dori, infirmière
- Angel Laketa Moore : Dawn Archer, infirmière
- Dinah Lenney (en) : Shirley, infirmière en chirurgie
- Abraham Benrubi (VF : Bruno Carna) : Jerry Markovic, réceptionniste
- Troy Evans (VF : Christian Peythieu) : Frank Martin, réceptionniste
- Glenn Plummer : Timmy Rawlins, réceptionniste
- Emily Wagner (VF : Annabelle Roux) : Doris Pickman, secouriste
- Montae Russell (en) : Zadro White, secouriste
- Lynn A. Henderson (VF : Véronique Alycia) : Pamela Olbes, secouriste
- Brian Lester : Brian Dumar, secouriste
- Demetrius Navarro (en) : Morales, secouriste
- Michelle Bonilla : Christine Harms, secouriste
- Louie Liberti : Tony Bardelli, secouriste
- Brendan Patrick Connor : Reidy, secouriste

#### Autres
- Sally Field (VF : Monique Thierry) : Maggie Wyczenski, mère d'Abby Lockhart
- Aidan & Andrew Gonzales : Joe Kovac, fils d'Abby et de Luka
- Sam Jones III : Chaz Pratt, demi-frère de Greg Pratt
- Dominic Janes (en) : Alex Taggart, fils de Sam Taggart
- Garret Dillahunt : Steve Curtis, père d'Alex Taggart
- Lois Smith : Gracie, grand-mère de Sam Taggart
- Chloe Greenfield (ru) : Sarah Riley, fille de Tony Gates
- Christopher Amitrano : officier Hollis, policier
- Forest Whitaker : Curtis Ames, patient récurrent
- Michelle Hurd : Courtney Brown, reporter et productrice d'émissions médicales

## Épisodes

### Épisode 1:Être mère
- États-Unis : 21 septembre 2006 sur NBC

### Épisode 2:Les Titulaires
- États-Unis : 28 septembre 2006 sur NBC

### Épisode 3:Quelqu'un à aimer
- États-Unis : 5 octobre 2006 sur NBC

### Épisode 4:L'Art d'être parent
- États-Unis : 12 octobre 2006 sur NBC

### Épisode 5:Ames contre Kovac
- États-Unis : 19 octobre 2006 sur NBC

- Forest Whitaker
- Ray Baker

### Épisode 6:Le Cœur du problème
- États-Unis : 2 novembre 2006 sur NBC

### Épisode 7:Casse-tête
- États-Unis : 9 novembre 2006 sur NBC

### Épisode 8:Une raison de croire
- États-Unis : 16 novembre 2006 sur NBC

### Épisode 9:Dans les airs
- États-Unis : 23 novembre 2006 sur NBC

### Épisode 10:Pas de secrets
- États-Unis : 30 novembre 2006 sur NBC

### Épisode 11:La Pitié
- États-Unis : 7 décembre 2006 sur NBC

### Épisode 12:Perte de confiance
- États-Unis : 4 janvier 2007 sur NBC

### Épisode 13:Une maison divisée
- États-Unis : 11 janvier 2007 sur NBC

### Épisode 14:Les Murmures du cœur
- États-Unis : 1er février 2007 sur NBC

### Épisode 15:Mourir, c'est facile
- États-Unis : 8 février 2007 sur NBC

### Épisode 16:Cas de conscience
- États-Unis : 15 février 2007 sur NBC

### Épisode 17:Les Liens familiaux
- États-Unis : 22 février 2007 sur NBC

### Épisode 18:Photos souvenirs
- États-Unis : 12 avril 2007 sur NBC

### Épisode 19:Rutley et fils
- États-Unis : 19 avril 2007 sur NBC

### Épisode 20:Le rideau tombe
- États-Unis : 26 avril 2007 sur NBC

### Épisode 21:Je ne le veux pas
- États-Unis : 3 mai 2007 sur NBC

### Épisode 22:Changement de cap
- États-Unis : 10 mai 2007 sur NBC

### Épisode 23:La lune de miel est terminée
- États-Unis : 17 mai 2007 sur NBC